# Phosphatothoracica
Super-ordre
Les Phosphatothoracica  sont un super-ordre de crustacés cirripèdes.

## Systématique
Le super-ordre des Phosphatothoracica a été créé en 2019 par le paléontologue et spécialiste des cirripèdes britannique Andrew Scott Gale (d),.

## Liste des ordres
Selon World Register of Marine Species (3 octobre 2021) :
- ordre † Eolepadomorpha Chan et al., 2021
- ordre Iblomorpha Buckeridge & Newman, 2006

## Publication originale
- (en) Andy Gale, « Stalked barnacles (Cirripedia, Thoracica) from the Upper Jurassic (Tithonian) Kimmeridge Clay of Dorset, UK; palaeoecology and bearing on the evolution of living forms », Proceedings of the Geologists Association, Elsevier, vol. 130, nos 3-4,‎ juin 2019, p. 355-365 (ISSN 0016-7878 et 2773-0743, DOI 10.1016/J.PGEOLA.2018.01.005).